# Chioșc interactiv

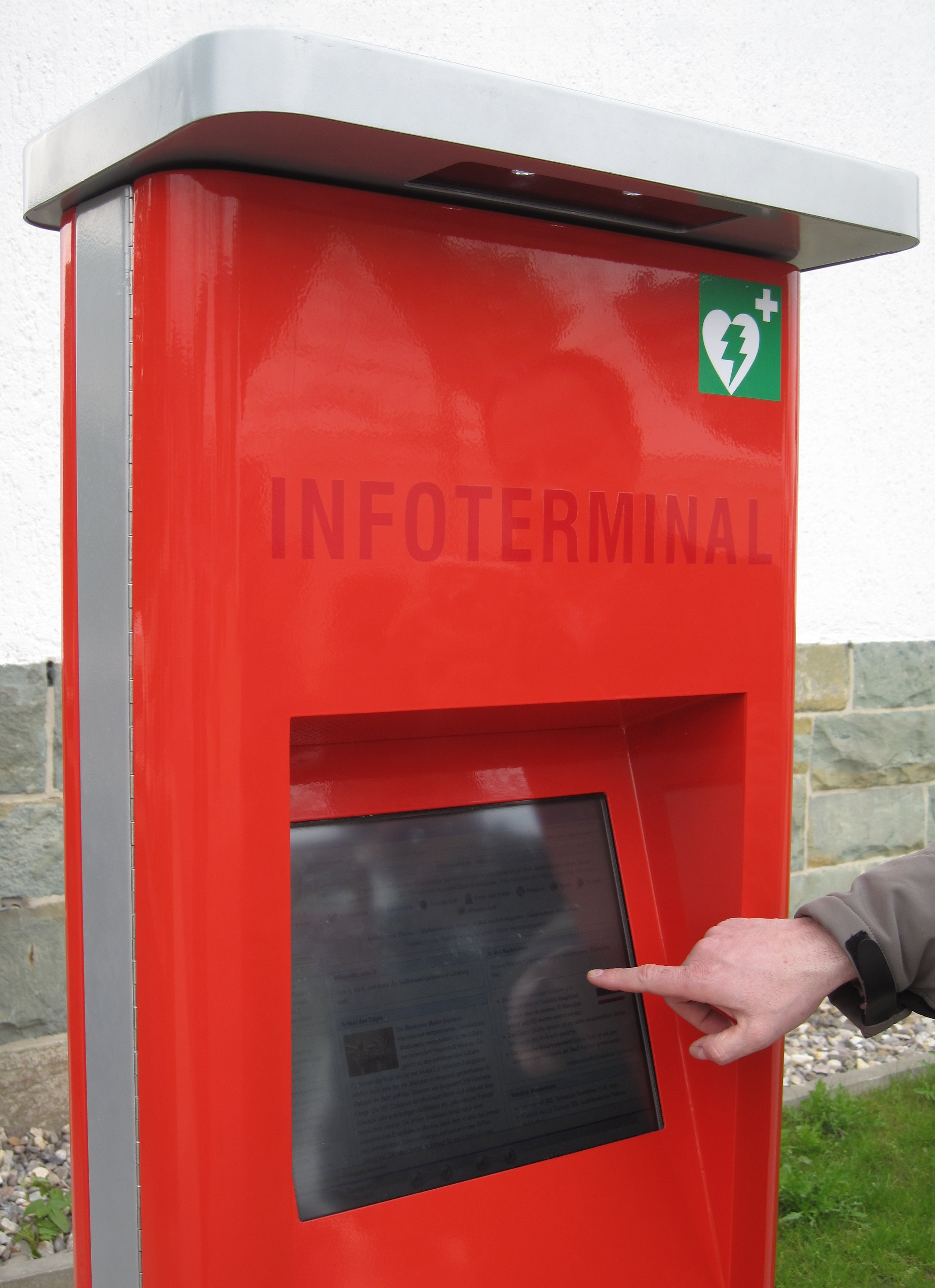
Chioșc interactiv

Un chioșc interactiv este un terminal special customizat din punct de vedere hardware și software pentru spatii publice outdoor sau indoor,  care are rolul de a facilita comunicarea între utilizator și instituții publice și private, prin servicii de acces direct, devenind soluția interactivă pentru comerț, publicitate, educație, divertisment.
Chioșcurile interactive sunt dispozitive hardware care funcționeaza în combinație cu software specializat self-service având ca metodă de accesare fie o tastatură fizică, fie touch screen, fie ambele. Unele chioșcuri includ acceptator de monede și bancnote, cititoare de carduri, imprimante, scanner cod de bare, dar și alte dispozitive mecanice complexe.
Destinate atât largului consum, cât și sectoarelor de afaceri, chioșcurile includ beneficii  de ambele părți prin accesibilitate, timp de tranzacție redus, accesul la informații și capacitatea de a efectua tranzacții multiple. 
Integrarea tehnologiei touch-screen permite chioșcurilor să execute o gama larga de funcții self-service, de la efecturarea unei tranzacții  la comerțul online, de la accesarea informațiilor turistice specifice unei anumite zone la vizualizarea programelor rețelelor de transport în comun și cumpărarea de bilete, dar și multe alte activități de utilitate publică create special pentru satisfacerea nevolilor cetățeanului.

## Industrii de aplicabilitate în segmentele de piață
- Turism
- Linii aeriere
- Rezervări hoteliere
- Comerț
- Servicii de informare
- Servicii guvernamentale
- Servicii poștale
- Servicii sociale
- Servicii monitorizare
- Servicii medicale
- Servicii media si divertisment
- Servicii publicitare
- Servicii fotografice
- Resurse umane
- Servicii financiare

## Istoric
Primul chioșc interactiv a fost dezvoltat in 1977 la Universitatea din Illinois de către un student pe nume Murray Lappe. Conținutul a fost creat pe sistemul informatic Platon și accesibil prin interfața touch screen cu plasma. Afișajul panoului de plasma a fost inventat tot la Universitatea din Illinois de către Donald L. Bitzer. Chioșcul lui Murray Lappe, numit Holine Platon, a permis studenților și vizitatorilor să găsească filme, hărți, programe de transport în comun, informații cu privire la cursuri și activități extrascolare. Când a fost implementat chioșcul interactiv în aprilie 1977, mai mult de 30.000 de studenți, profesori si turiști au stat la coada în primele 6 saptămâni pentru a testa chioșcul pentru prima dată.
Primul chioșc comercial cu acces la internet a fost expus în anul 1991 la COMDEX (Computer Dealers’ Exhibition), rulând o aplicație pentru localizarea copiilor dispăruți.
Prima documentație despre chioșcuri interactive a fost raportul făcut de laboratorul Los Almos în anul 1995.
Prima rețea de chioșcuri interactive utilizate în scopuri comerciale, a fost proiectul dezvoltat de retailerul de pantofi Florsheim Shoe Company.
Prima companie romaneasca care a livrat un proiect interactiv de mare amploare este TomTouch, care a furnizat catre Schlumberger Wordwide 62 de chioscuri interactive pe toate continentele si functioneaza ca suport pentru intranet-ul companiei.
Chioșcurile interactive reunesc mașina clasică de distribuție cu tehnologia high-tech și sisteme de comunicare complexe și robotizate.

## Tipuri de chioșcuri
Chioșcurile sunt împărțite în două mari categorii: standard și custom, în funcție de design, necesitate, servicii și costuri, însă în evoluția industriei s-au implementat următoarele tipuri de chioșcuri: 
Telechioscul, ca succesor al cabinei telefonice, oferind servicii de comunicare pornind de la accesul la  email, fax, SMS și telefonie. Telechioșcul a apărut pentru prima dată în Marea Britanie în primii ani ai secolului 21. Telechioșcurile au fost situate de-a lungul timpului în centre comerciale și terminale de transport, cu intenția de a furniza informații locale detaliate.
Chioșcul destinat serviciilor financiare care oferă clienților posibilitatea de a efectua tranzacții care necesită în mod normal serviciile funcționarilor publici. Primele unități chioșc de acest tip au fost la sfarșitul anilor ’90 în SUA.
Chioșcul fotografic  care permite utilizatorilor să imprime fotografii digitale. Aceste chioșcuri se împart la rândul lor în chioșcuri digitale și chioșcuri instant print.
Internet chiosc permite accesul la internet în spașii publice. Au în componența lor monitor, tastatură și mouse.
Chioșcul de bilete care are în componența lui încasator de bancnote și monede pentru cumpărarea de bilete în spații publice pentru evenimente de divertisment și educație, dar și transport în comun.
Chioșcul pentru donație folosit de organizațiile non-profit pentru strângerea de fonduri securizată. Unele chioscuri de donație acceptă cărti de credit și de debit pe baza PIN, încasări de imprimare și confirmă donația prin transmiterea unui email către donator.
Chioșcuri de gestionare și securitate cu sisteme de verificare acces vizitatori în diverse spații publice, de la întreprinderi, școli, la orice mediu de acces controlat.

## Construcție și design
Design-ul estetic și funcțional al chioșcurilor interactive este elementul cheie care conduce la utilizarea accesibilă a informațiilor de către utilizatori. Există mai multi factori care trebuie luați în considerare la proiectarea unui chioșc interactiv, inclusiv designul estetic, care este factorul de identificare al brandului. De asemenea volumul de fabricație, care determină procesele de fabricație ale componentelor adecvate pentru utilizare în condiții de întreținere termică, în scopul de a maximiza timpul de utilizare și a minimiza posibilele erori. Mesajele grafice joacă un rol cheie în comunicarea cu potențialii utilizatori. 
Componența hardware care include dispozitive de indicare touch-screen, PC, tastatură, acceptator monede și bancnote, benzi magnetice, scaner coduri de bare, dispozitiv de protecție pentru supratensiune , UPS, etc.  Aspectul ergonomic asigură accesibilitatea și confortul utilizatorilor. Certificarea calitatii este de asemenea importantă. Designul interfeței necesită butoane mari și legături simple de accesat în comparație cu designul pentru web sau calculatoare interactive.
Deși chioșcurile electronice sunt incinte standalone, care nu necesită conexiune în rețea pentru a funcționa, ele dispun de aplicații software cu interfață grafică și aplicații de monitorizare de la distanță.
De asemenea chioșcurile electronice au integrate sisteme de operare POS, prin care tranzacțiile de vânzare pot fi legate direct de contul bancar al clientului pentru a facilita sistemul de plată.
Scopul  proceselor de design și construcție ale chioșcurilor trebuie sa fie activitatea orientată către client, pentru a facilita accesul către informație, în funcție de tipul de chioșc și domeniul de activitate. În cadrul unei expoziții, spre exemplu, chioșcul interactiv se poartă ca un ghid fața de vizitator, interfața oferind un index conceptual pentru tematica culturală a expoziției, ghidaj la locul evenimentului, posibilitatea de a printa documente cu caracter informativ, de a cumpăra bilete sau obiectele expuse date spre vânzare în cadrul evenimentului.
Design-ul unui chioșc este proiectat în funcție de diverse variabile: locație, rezistentă în condițiile atmosferice și de mediu, sisteme de protecție, acesibilitate hardware și interfață, tipul de display, sisteme de iluminare, suprafață de display cât și orientarea display-ului, conținutul staționar și activ al display-ului, sisteme de prindere: chioșcul poate fi proiectat ca fiind independent fată de suprafață de plasare sau incorporat în mobilierul stradal sau de interior, scopul căruia ii servește, audiența pentru care este conceput, dar și ale variabile precum opțiuni de dotare, specificații tehnice și costuri de implementare. 